# Alexander Iwanowitsch Turgenew

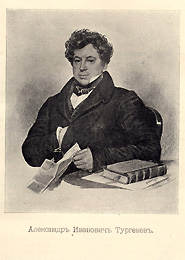
Alexander Turgenew

Alexander Iwanowitsch Turgenew (russisch Александр Иванович Тургенев, wiss. Transliteration Aleksandr Ivanovič Turgenev; * 27. Märzjul. / 7. April 1784greg. in Simbirsk; † 3. Dezemberjul. / 15. Dezember 1845greg. in Moskau) war ein russischer Historiker.

## Werdegang
Nach Beendigung seiner Ausbildung im Pensionat der Moskauer Universität 1797–1800 studierte Turgenew zur Befähigung für den diplomatischen Dienst von 1802 bis 1804 an der Georg-August-Universität Göttingen. Bereits als Student begann er in der russischen Presse zu publizieren, übernahm dann aber bald eine Staatsstelle beim Justizministerium (1805) und diente in der Folge unter anderem als Departementsvorsteher, als Staatssekretär im Staatsrat und als Mitglied des Kommissionsrats für die Erstellung einer russischen Gesetzessammlung. Nebst seinen beruflichen Verpflichtungen wirkte er als Sekretär der russischen Bibelgesellschaft sowie der Patriotischen Gesellschaft der Frauen.
Turgenew pflegte Kontakt zu namhaften russischen Literaten und gehörte zu den engsten Freunden des Nationaldichters Alexander Sergejewitsch Puschkin. Turgenew geriet mehr und mehr in Gegensatz zum repressiven und zunehmend obskurantistischen Regime des Zaren Alexander I., der ihn dann auch im Mai 1824 aller seiner Ämter enthob; lediglich der Kommission für die Sammlung der Gesetze durfte Turgenew weiterhin angehören. Seine insgesamt höchst erfolgreiche Karriere als Ministerialbeamter war damit definitiv abgeschlossen.
Nach 1825 lebte Turgenew größtenteils im Ausland. Zu seinem Bekanntenkreis gehörten u. a. Goethe, Mickiewicz, Stendhal und Mérimée. Nachdem Turgenew durch Zar Nikolaj I., den Nachfolger Alexanders I., mit der Sammlung von Materialien zur Geschichte Russlands beauftragt worden war, begann er in den großen Bibliotheken und Archiven Westeuropas systematisch nach einschlägigen Dokumenten zu suchen, die er später unter dem Titel „Historiae Russiae Monumenta ex antiquis exterarum gentium archivis et bibliothecis deprompta ab A.I. Turgenevio“ (1841–1842) vorlegte.
Turgenews ausgedehnte Reise- und Forschungstätigkeit der Jahre 1825 bis 1845 ist nicht nur durch seine umfangreiche Korrespondenz und seine publizistische Arbeit belegt, sondern auch durch seine Tagebücher und die von ihm mit großer Detailfülle geführte „Chronik eines Russen“ (Chronika russkogo. Moskau/Leningrad: Nauka, 1964).

## Ehrungen
1818 wurde er Ehrenmitglied der Russischen Akademie der Wissenschaften in St. Petersburg. Nach Turgenew sind die Pflanzengattungen Turgenia Hoffm. und Turgeniopsis Boiss. aus der Familie der Doldenblütler (Apiaceae) benannt.